# ستيفان بيرسون (لاعب هوكي جليد)
ستيفان بيرسون (بالسويدية: Stefan Persson)‏ هو لاعب هوكي جليد سويدي، ولد في 22 ديسمبر 1954 في أوميو في السويد.

## وصلات خارجية
- ستيفان بيرسون على موقع دوري الهوكي الوطني (الإنجليزية)
- ستيفان بيرسون على موقع EliteProspects.com (الإنجليزية)
- ستيفان بيرسون على موقع Eurohockey.com (الإنجليزية)
- ستيفان بيرسون على موقع HockeyDB.com (الإنجليزية)
- ستيفان بيرسون على موقع Hockey-Reference.com (الإنجليزية)